# Комаров Ігор Олексійович
І́гор Олексі́йович Комаро́в (нар. 20 серпня 1975 — 29 серпня 2014) — старший сержант Збройних сил України, учасник російсько-української війни.

## Короткий життєпис
Народився 1975 року в місті Харків.
У часі війни — заступник командира взводу 93-ї Дніпропетровської окремої механізованої бригади.
Загинув під Іловайськом під час прориву з оточення «зеленим коридором» на перехресті доріг з села Побєда до Новокатеринівки поруч зі ставком. Загинув разом зі значною частиною бійців 93-ї механізованої бригади, які станом на січень 2017-го не ідентифіковані.
Ексгумований пошуковцями Місії «Евакуація-200» («Чорний тюльпан») 11 вересня 2014 року. Упізнаний за експертизою ДНК.
Похований поряд зі своїм побратимом Андрієм Попелем на кладовищі № 18 у Харкові.
Без Ігоря лишились батьки, сестра.

## Нагороди та вшанування
За особисту мужність і героїзм, виявлені у захисті державного суверенітету та територіальної цілісності України, вірність військовій присязі під час російсько-української війни, відзначений  — нагороджений
- 9 січня 2016 року — орденом «За мужність» III ступеня (посмертно)[2]
- Вшановується в меморіальному комплексі «Зала пам'яті», в щоденному ранковому церемоніалі 29 серпня[3].
- Його портрет розміщений на меморіалі «Стіна пам'яті полеглих за Україну» у Києві: секція 3, ряд 7, місце 27